# Tutto può succedere (serie televisiva)
Tutto può succedere è una serie televisiva italiana, trasmessa su Rai 1 dal 27 dicembre 2015 al 6 agosto 2018.
È un adattamento italiano della serie televisiva statunitense del 2010 Parenthood, creata da Jason Katims. Nel cast principale figurano Giorgio Colangeli, Licia Maglietta, Pietro Sermonti, Maya Sansa, Ana Caterina Morariu, Alessandro Tiberi, Camilla Filippi, Fabio Ghidoni, Esther Elisha e Matilda De Angelis.

## Trama
I Ferraro sono una numerosa famiglia che vive nei pressi di Roma ed è composta dal nonno Ettore e dalla moglie Emma, che sono un punto di riferimento per i quattro figli Alessandro, Sara, Giulia e Carlo, molto diversi tra loro, e le loro famiglie.

## Episodi
| Stagione         | Episodi | Prima TV  |
| ---------------- | ------- | --------- |
| Prima stagione   | 13      | 2015-2016 |
| Seconda stagione | 13      | 2017      |
| Terza stagione   | 16      | 2018      |

## Personaggi e interpreti

### I genitori
- Ettore Ferraro, interpretato da Giorgio Colangeli (stagioni 1-3). È il patriarca della famiglia e il padre di Alessandro, Sara, Giulia e Carlo. È uno spendaccione, un uomo felice e gioioso che vive la sua vita con spensieratezza. Ettore ha un rapporto burrascoso con la moglie, anche se in molti casi lascia trapelare il suo lato geloso. Si trova, inoltre, a dover fare da padre a Denis nei momenti difficili a causa dell'assenza del padre biologico Elia. Alcune volte si mostra sensibile e allo stesso tempo egoista per via dei ruoli da ricoprire e del suo sentirsi sottovalutato. Nonostante il furto subito in casa, per il quale si sente in colpa (a causa della sua distrazione, infatti, aveva lasciato la porta aperta), cerca con ogni mezzo di dissuadere Emma dal vendere casa, riuscendo nell'intento.
- Emma Ferraro, interpretata da Licia Maglietta (stagioni 1-3). È la matriarca della famiglia e la madre di Alessandro, Sara, Giulia e Carlo. È una donna paziente che sopporta le pazzie del marito Ettore da una vita. Ha la passione per il tennis e giocando conosce un uomo con cui avrà un flirt in un momento di crisi con Ettore, ma quest'ultimo riuscirà a riconquistarla. Nella seconda stagione scoprirà di avere un tumore benigno al cervello, cosa che inizialmente terrà nascosta a tutti eccetto Alessandro, ma fortunatamente guarirà grazie a un intervento. Nella terza stagione, a seguito del furto in casa Ferraro, rimarrà traumatizzata al punto da meditare, senza l'approvazione degli altri membri della famiglia, di vendere casa. Successivamente, grazie alla vicinanza di Ettore e dell'intera famiglia, riuscirà a cambiare idea.

### Alessandro e la sua famiglia
- Alessandro Ferraro, 43 anni, interpretato da Pietro Sermonti (stagioni 1-3). È il primogenito di Ettore ed Emma, sposato con Cristina e padre di Federica (la primogenita, di cui è gelosissimo e con cui è iperprotettivo), Max e Maria. Direttore delle vendite alla Whale Sport, nella seconda stagione viene licenziato e troverà lavoro come venditore di bibite gassate, dal quale si licenzierà per mettersi in affari con il fratello, al prezzo però di mettere in discussione il suo rapporto con la moglie, specialmente dopo la nascita della terzogenita. In seguito diventa il direttore dell'azienda di Stefano Privitera, che nel frattempo sta per partire alla volta dell'Inghilterra con Federica. Questo ruolo è per lui causa di molto stress, complici i problemi finanziari dell'azienda (Arturo Privitera, defunto padre di Stefano, aveva sempre rimandato e poi dimenticato il pagamento di 350.000€ di contributi, senza che Alessandro fosse stato messo al corrente); a ciò si aggiunge l'abbandono dell'università da parte di Federica, che sconvolgerà i piani che lui aveva per la figlia. In questo periodo, per distaccarsi un po' dal lavoro e concedersi del tempo libero, conosce anche Serena, una giovane ragazza che si occupa del mantenimento della barca di Arturo Privitera, in attesa che essa venga venduta. Tra i due nascerà una certa complicità e scapperà anche un bacio, ma Alessandro decide, per il bene della sua famiglia, di troncare la relazione sul nascere, fatto avvenuto in maniera del tutto amichevole.
- Cristina Bordiga, interpretata da Camilla Filippi (stagioni 1-3). è la moglie di Alessandro e madre di Federica, Max e Maria. Laureata in architettura, ha preferito una carriera da casalinga subito dopo la nascita della primogenita. È spesso in disaccordo con il marito e inizialmente nutre disprezzo nei confronti del cognato Carlo, che cesserà nel momento in cui egli la aiuterà a partorire. In seguito Cristina ricomincia a lavorare grazie a un suo vecchio amico di gioventù, perdendo di vista la famiglia per poi tornare ad essere più presente non appena scopre di essere incinta di Maria. A metà della terza stagione si ammala e le viene diagnosticata la polimiosite. Dopo lunghe cure riesce a superarla e nello stesso ospedale conosce Simone, con cui condivide la stessa malattia e con il quale nasce un'amicizia che fa ingelosire Alessandro; solo in seguito egli spiegherà ad Alessandro che in realtà tra loro c'è solo un rapporto d'amicizia e che entrambi cercavano di confortarsi a vicenda. Poco dopo, però, Simone muore e Cristina decide di aprire una fondazione per ragazzi autistici a lui intitolata, proponendo al marito di collaborare con lei.
- Federica Ferraro, interpretata da Benedetta Porcaroli (stagioni 1-3). È la primogenita di Alessandro e Cristina. All'inizio ha una storia con Stefano Privitera, finita subito per colpa della cugina Ambra. Inizia a lavorare in una casa famiglia dove conosce Lorenzo, con cui avrà un rapporto burrascoso visto il suo passato; la relazione tra i due termina quando il fratello Rocco finisce in galera, fatto per il quale Lorenzo individua la causa in Federica. Si rimette con Stefano, che nel frattempo si è dimesso dalla carica di direttore della sua azienda per affidarla ad Alessandro. Nella terza stagione torna a Roma, dopo aver lasciato l'università per dedicarsi ad una associazione umanitaria, con il desiderio di partire come volontaria ad Haiti. Questa scelta trova inizialmente l'opposizione del padre Alessandro, al quale non aveva subito comunicato l'abbandono dell'università, e di Stefano, con il quale il rapporto era entrato in crisi a causa di tale scelta. Si innamora di Luigi, grafico che lavora per l'azienda diretta da Alessandro.
- Massimiliano Ferraro, detto Max, interpretato da Roberto Nocchi (stagioni 1-3). È il secondo figlio di Alessandro e Cristina ed ha la sindrome di Asperger. È molto legato al cugino Robel. Dopo il licenziamento della sua tutrice Gabriella, scoprirà di essere affetto dalla sindrome a causa di un litigio tra il padre e lo zio Carlo, riuscendo con il passare del tempo a prendere sempre più consapevolezza della propria condizione. Verrà quindi aiutato molto dalla sorella Federica. Verrà inoltre iscritto in una scuola pubblica (prima frequentava una scuola privata per ragazzi affetti dalla sua stessa condizione), dove rafforzerà l'amicizia con suo cugino Robel. Nella terza stagione inizia il liceo, e nonostante alcune difficoltà a rapportarsi (verrà infatti ingannato da due coetanei che gli faranno credere di aver fatto firmare, dietro pagamento dello stesso Max, una petizione organizzata da lui per il reinserimento dei distributori automatici), sarà eletto rappresentante di istituto. In seguito si scopre essere appassionato di fotografia, tenendo anche una mostra nello studio di Francesco.
- Maria Ferraro, la terzogenita (ricorrente st. 2-3). Nasce nel settimo episodio della seconda stagione.

### Sara e la sua famiglia
- Sara Ferraro, interpretata da Maya Sansa (stagioni 1-3). È la seconda figlia di Ettore ed Emma e la madre di Ambra e Denis. Va via di casa giovanissima dopo aver lasciato gli studi. Dopo essere stata abbandonata dal compagno Elia, lascia Genova e torna dai genitori insieme ai suoi due figli. Lavora per un breve periodo alla Whale Sport e inizierà a uscire prima con il capo, poi con Marco Nardini, professore della scuola frequentata da Ambra, e infine con un tizio che lavora nel mondo della musica. Ricomincia poi a frequentare Elia, ma solo per un breve periodo poiché fallisce nel tentativo di farlo uscire dalla dipendenza dall'alcol. In seguito a ciò, tornerà a frequentare Nardini, che per lei romperà con la compagna Lucrezia. Nella terza stagione Sara, disoccupata da sei mesi, è in procinto di trasferirsi da Marco e, successivamente, di sposarlo. In seguito al furto a casa dei genitori, nella quale vive anche lei, decide di rimandare il trasloco. Nel frattempo inizia a lavorare come assistente di Francesco, un fotografo la cui vita familiare è in crisi dopo la morte del figlio maggiore in un incidente stradale, motivo per il quale egli è inizialmente freddo e distante con Sara; proprio lei sarà fondamentale nel far riallacciare il rapporto tra lui e la figlia Alice, oltre a farlo diventare una persona caratterialmente più aperta e a innamorarsene.
- Ambra Scalvino, interpretata da Matilda De Angelis (stagioni 1-3). È la primogenita di Sara. Non ha un ottimo rapporto col padre Elia e inizialmente nemmeno con la cugina Federica, con cui si contende Stefano; alla fine, però, le due instaureranno un ottimo rapporto. Fa amicizia anche con Giada, con la quale forma il duo musicale "A+G", e lascerà Stefano al momento della partenza per Londra per mettersi con Giovanni, tecnico esperto del suono conosciuto alle prove di un concerto di Samuele Bersani, con il quale inizia una relazione. Quando però rivede Stefano, tornato in occasione del funerale del padre, tradirà Giovanni, che la lascia; andrà quindi a vivere altrove, prima con la compagnia del padre (che se ne andrà subito), poi sola. Si licenzia dal suo lavoro di cameriera in un bar per collaborare alla campagna elettorale del candidato sindaco Renato De Cairo, salvo decidere di tornare a cantare al termine di questa e continuare a fare concerti, specialmente come piano-bar per guadagnare del denaro in più nel tentativo di aiutare i nonni dopo il furto subito. Proprio durante una di queste serate conosce Andrea Missani, nuotatore con problemi legati al doping accorso sul posto per sedare una rissa, con il quale inizierà una relazione e dal quale aspetterà un figlio, Elia, nato al termine dell'ultima stagione.
- Denis Scalvino, interpretato da Tobia De Angelis (stagioni 1-3). È il secondogenito di Sara, timido, introverso e molto sensibile, e passa dei momenti difficili in cui il nonno Ettore lo aiuta, facendogli da figura paterna. È ancora molto legato al padre al contrario della madre e della sorella, motivo per il quale litigherà spesso con entrambe. Si prende una cotta per Elisa, una sua compagna di scuola. Inizia poi una storia con Emilia, una ragazza più grande di lui di due anni ma, dopo essersi allontanati per un po' di tempo, la relazione termina definitivamente quando scopre che la ragazza si è già innamorata di un altro; questo fatto getta Denis nello sconforto. Nel frattempo inizia a lavorare al Ground Control, dapprima come aiutante e poi come barista. Durante una serata di lavoro conosce Ida, sua coetanea con cui ha un flirt; proprio la stessa sera scoppia un incendio che danneggia le apparecchiature elettroniche del locale, causato da una finestra lasciata aperta da Denis. A causa di ciò, egli rimarrà tormentato dai sensi di colpa anche perché, prima di confessare, la colpa dell'incidente verrà addossata a Carlo, assente al momento dell'incidente.
- Elia Scalvino, interpretato da Maurizio Lastrico (guest star st. 1 e 3, ricorrente st. 2). Ex marito di Sara e padre di Ambra e Denis. Stanco di fare l'operaio, si licenzia dal proprio lavoro per andare a vivere in barca sulla costa di Ponza con la nuova compagna, evidentemente molto più giovane di lui. Torna a Roma per lavoro e ne approfitta per riavvicinarsi ai figli e a Sara. Per un breve periodo riesce a riconquistare Sara, ma il legame non dura a causa della sua dipendenza dall'alcol. Tornerà nuovamente per disintossicarsi, andando a vivere da Ambra, ma partirà subito dopo per non essere di peso a Marco e Sara. Nella terza stagione, in occasione della gravidanza di Ambra, si riavvicina alla propria famiglia anche se sporadicamente; si scopre, inoltre, che è completamente uscito dalla sua dipendenza e ha ricominciato a lavorare.
- Elia (ricorrente st. 3). È il figlio di Ambra e di Andrea Missani; nato dopo la fine della relazione con quest'ultimo, sarà Giovanni a occuparsene.

### Giulia e la sua famiglia
- Giulia Ferraro, interpretata da Ana Caterina Morariu (stagioni 1-2; ricorrente st. 3). È la terza figlia di Ettore ed Emma e madre di Matilde. È un avvocato di successo ed è sposata con Luca, assistente legale disoccupato. Precedentemente è stata una campionessa regionale di nuoto. Dopo una seconda gravidanza, in cui perde il bambino, scopre di non poter più avere figli, dunque decide di prendere in affidamento un bambino ucraino di nome Dimitri. Nella seconda stagione ha una relazione extraconiugale con Alberto, un poliziotto conosciuto in ospedale. Luca scoprirà del tradimento grazie alla moglie di Alberto e pone Giulia davanti a una scelta. Nella terza stagione appare sporadicamente, essendo in Ucraina per svolgere le pratiche per l'adozione di Dimitri, per le quali ci sono alcune difficoltà (Giulia stessa accenna ad una zia di Dimitri comparsa all'improvviso). Riappare durante il finale di stagione insieme a Luca, al quale si riavvicina dopo le passate vicissitudini.
- Luca, interpretato da Fabio Ghidoni (stagioni 1-3). È il marito di Giulia e padre di Matilde e, a differenza della moglie, non è ambizioso. In un momento difficile tra lui e Giulia ha un flirt con Rachele, la mamma di un'amichetta di Matilde, subito troncato. Appassionato di giardinaggio, finisce col fare di quest'hobby il suo nuovo lavoro ma ne sarà spesso imbarazzato, soprattutto nel parlarne con gli altri. Insieme a Giulia prende in affidamento temporaneo un bambino ucraino di nome Dimitri che, però, dovrà partire subito per uno scambio culturale nella sua terra natìa. Scoprirà del tradimento di Giulia grazie a una soffiata della moglie di Alberto, l'amante di lei, cercando in qualsiasi modo di non perderla. Decide però di continuare con le pratiche per l'adozione di Dimitri, fingendo di stare ancora insieme a Giulia. Nella terza stagione appare poco, rimasto dapprima a Roma con la figlia Matilde e poi partito verso l'Ucraina per raggiungere Giulia in Ucraina, impegnata con le pratiche di adozione di Dimitri.
- Matilde, interpretata da Giulia De Felici (stagioni 1-3). È la primogenita di Giulia e Luca, è una bambina simpatica ed estroversa, con un quoziente intellettivo più alto della media. Ha una migliore amica di nome Flaminia ed è molto legata al cugino Robel. Spinta dal desiderio di avere un fratello, convincerà i genitori a prendere in affidamento un bambino ucraino di nome Dimitri. Nella terza stagione, a differenza dei genitori, compare regolarmente, essendo spesso ospite dei nonni o di Carlo e Feven.
- Dimitri, bambino ucraino adottato da Luca e Giulia. Nella terza stagione, le pratiche per l'adozione costringono la famiglia di Giulia ad andare in Ucraina per qualche mese.

### Carlo e la sua famiglia
- Carlo Ferraro, interpretato da Alessandro Tiberi (stagioni 1-3). Ultimogenito di Ettore ed Emma, è un tipo immaturo e donnaiolo che proverà ad assumersi le proprie responsabilità soprattutto nel momento viene a sapere di avere avuto un figlio, Robel, nato 5 anni prima da un flirt con la violinista Feven. Ha 33 anni e vive sul Tevere sopra il locale di cui è proprietario, il Major Tom. Nella seconda stagione, in procinto di sposare Feven, manda tutto a monte a causa del tradimento con Gabriella e di un litigio tra la madre Emma e la suocera Genet. Nel tentativo di riconquistare Feven, decide di vendere il Major Tom per acquistare una casa, salvo scoprire che lei si è fidanzata nel frattempo con Valerio, il pediatra di Robel; salvo poi mettersi in società con il fratello Alessandro e aprire quindi il Ground Control, un nuovo locale ubicato sempre sul Tevere. Nella seconda stagione lui e Feven si lasciano. Carlo inizia una relazione con Thony, una musicista sua amica; Feven invece inizierà a uscire con Valerio, il pediatra di Robel. Carlo diventa ostile nei confronti di Valerio, poiché è ancora innamorato di Feven, ma per questo diverrà più responsabile; decide così di sposare finalmente Feven alla fine della seconda stagione. Nella terza stagione continua a gestire il Ground Control, vivendo con Feven e Robel. Alla fine della terza stagione si scopre che aspetta un figlio da Feven. Nel lungo percorso del Major Tom assume anche Barrison.
- Feven Neguisse, interpretata da Esther Elisha (stagioni 1-3). È la madre di Robel. Violinista di origine eritree, ha avuto un flirt con Carlo e per cinque anni gli ha tenuto nascosto di aver avuto un figlio da lui. Dopo averglielo presentato i due si rimettono insieme. Nella seconda stagione avrebbe dovuto sposarsi con Carlo ma, a causa dei loro litigi e di quelli tra le due suocere, si lasceranno. Inizierà a uscire con Valerio, il pediatra di Robel. Nonostante ciò, però, si riscopre ancora innamorata di Carlo che, dopo mille vicissitudini, alla fine sposerà alla fine della seconda stagione. Nella terza stagione, oltre a essere al fianco di Carlo, torna alla sua carriera di musicista. Scopre in seguito di aspettare un figlio da Carlo.
- Robel Ferraro, interpretato da Sean Ghedion Nolasco (stagioni 1-3). È il figlio di Feven e Carlo, farà subito amicizia con il padre, conosciuto solo in tarda età, e la cugina Matilde. Farà amicizia anche con il cugino Max, nonostante ci litighi spesso.

### Altri personaggi
- Marco Nardini, interpretato da Glen Blackhall (stagioni 1-3). Insegnante di italiano di Ambra. Ha avuto un flirt con Sara, con cui si ritrova nell'ultima puntata della prima stagione. Sara e Marco staranno insieme durante la seconda e la terza stagione.

- Stefano Privitera, interpretato da Ludovico Tersigni (stagioni 1-3). Ex fidanzato di Federica prima e di Ambra poi, con cui ha una storia d'amore che finisce bruscamente quando è costretto trasferirsi all'estero a causa del padre, affetto da sclerosi multipla. Torna a Roma per il funerale del padre e si riavvicina ad Ambra, della quale è ancora innamorato, ma che gli confesserà di non provare più niente per lui. In seguito, si riscopre innamorato di Federica, anche se la ragazza ha paura che Stefano la possa far di nuovo soffrire. Durante il matrimonio di Carlo e Feven nomina Alessandro nuovo direttore della sua azienda mentre lui andrà a Birmingham con Federica.

- Thony, interpretata dalla stessa cantautrice (ricorrente, stagioni 1-3). Musicista e amica di Carlo, nelle ultime puntate della seconda stagione i due hanno avuto una storia, conclusasi poco prima del matrimonio tra Carlo e Feven. Nella terza stagione sarà un'amica importante per Carlo che lo sosterrà sia in ambito musicale che sentimentale aiutandolo con Feven.

- Genet, interpretata da Felicitè Mbezelè (ricorrente, stagioni 1-3). Madre di Feven e nonna materna di Robel. Inizialmente non prende in simpatia Carlo, ma questi riuscirà a farsi rispettare.

- Gabriella, interpretata da Lorena Cacciatore (stagioni 1-2). Educatrice di Max che diventa amica di Cristina. Nella seconda stagione avrà una notte di passione con Carlo, che sarà la causa del suo licenziamento da casa Ferraro.
- Lorenzo, interpretato da Giulio Beranek (stagioni 1-2). Fidanzato di Federica. È volontario, come Federica, in una casa famiglia. La loro relazione è contrastata dai genitori di lei per il suo passato da rapinatore, per cui è anche stato in carcere. Nella seconda stagione si lascia con Federica.
- Giorgio, interpretato da Giampiero Judica (stagione 1). Direttore generale della Whale Sport e capo di Alessandro, si dimette per trasferirsi a Londra. Ha avuto una relazione con Sara.
- Roberto Galani, interpretato da Flavio Furno (stagioni 1-2). Sostituisce Giorgio come direttore generale della Whale Sport. Ha un carattere decisamente autoritario, egoista e antipatico.
- Giovanni, interpretato da Daniele Mariani (stagioni 2-3). Fonico che Carlo presenterà ad Ambra data la sua passione per il canto. Avrà una relazione altalenante con la ragazza. Finalmente, durante l'ultimo episodio della terza stagione, mentre Ambra dà alla luce suo figlio, lei gli confessa il suo amore che lui ricambia da sempre.
- Laura Rovati, interpretata da Anna Della Rosa (stagione 1). Madre di un bambino avente anch'egli la sindrome di Asperger.
- Enrico Rovati, interpretato da Rosario Lisma (stagione 1). Marito di Laura e padre del bambino avente anch'egli la sindrome di Asperger.
- Valentina, interpretata da Sara Sartini (stagione 1). Ex fidanzata di Carlo.
- Rachele, interpretata da Alice Torriani (stagione 1). Madre di Flaminia. In un momento di fragilità bacia Luca, il padre di Matilde.
- Flaminia, interpretata da Jennifer Distaso. Amichetta di Matilde.
- Ilaria, interpretata da Barbara Bonanni. Madre single che Carlo incontra al parco e con cui ha un flirt prima di fidanzarsi con Feven.
- Giada, interpretata da Valentina Romani (stagione 1). Amica di Ambra, tenta un approccio con lei, che le due archiviano decidendo di restare amiche.
- Elisa, interpretata da Vera Rossellini (stagione 1). Compagna di classe di Denis di cui il ragazzo si innamora. Quando Elisa lo ricerca per frequentarsi, Denis la lascia.
- Sergio, interpretato da Giovanni Ludeno (stagione 1). Ex fidanzato di Sara.
- Tommaso "Tommy", interpretato da Alessandro Tedeschi (stagione 1). Ex fidanzato di Giulia.
- Arturo Privitera, interpretato da Antonio Zavatteri (stagione 1). Padre di Stefano Privitera, durante la prima stagione il figlio confesserà ad Ambra che il padre è affetto da due anni dalla sclerosi multipla. Nella seconda stagione si scopre che è morto (e curiosamente anche Alessandro ne è a conoscenza) e Stefano tornerà in Italia per spargere le sue ceneri nel mare.
- Sonia, interpretata da Alessia Giuliani (stagione 1). Madre di Stefano e moglie di Arturo Privitera.
- Dino, interpretato da Giacomo Fadda (stagione 1). Storico fidanzato di Ambra, sarà lei a lasciarlo dopo che egli le chiederà di andare a vivere insieme a Berlino, proposta non accettata dalla stessa Ambra.
- Senai, interpretato da Federico Lima (stagione 1). Fratello di Feven e zio materno di Robel.
- Dottor Luppo, interpretato da Marco Mario de Notaris. Psicologo infantile di Max.
- Valerio, interpretato da Edoardo Purgatori (stagione 2). È il pediatra di Robel, avrà una relazione con Feven, e le chiederà di sposarsi ma lei alla fine si scoprirà ancora innamorata di Carlo e i due si lasciano.
- Rocco, interpretato da Leonardo Maddalena (stagione 2). È il fratello latitante di Lorenzo, il quale tenta all'insaputa di Federica di far perdere le sue tracce in Svizzera tramite dei documenti falsi. Verrà poi arrestato e avrà inoltre un ruolo fondamentale nella rottura della relazione tra Federica e Lorenzo.
- Alberto De Santis, interpretato da Alessandro Roja (stagione 2). Ispettore di polizia con cui Giulia collabora in seguito all'incidente di Ambra e per l'arresto di Rocco, fratello di Lorenzo. I due si innamorano e iniziano una relazione extraconiugale, salvo poi lasciarsi nell'ultima puntata della seconda stagione.
- Emilia, interpretata da Ludovica Martino. Compagna di scuola di Denis con cui il ragazzo inizia a frequentarsi, nonostante lei sia di due anni più grande di lui.
- Irma, interpretata da Gisella Sofio (stagione 2). Anziana madre di Ettore, una novantenne che gode di ottima salute e grandissima snob. Già nonna e bisnonna, è stata vedova per la seconda volta dopo essersi nuovamente sposata solo dopo un mese dalla morte del padre di Ettore: questo causerà un lungo conflitto fra Irma e suo figlio Ettore, che si interromperà durante la festa a sorpresa dei Ferraro per il novantesimo compleanno di Irma.
- Barbara, interpretata da Giulia Vecchio (stagione 2). Dipendente di Carlo e Alessandro al Ground Control.
- Renato De Cairo, interpretato da Paolo Briguglia (stagione 2). Vecchio amico di Cristina, si incontrano in occasione della candidatura a sindaco dello stesso De Cairo. Lui le offrirà un'opportunità di lavoro, che lei accetta, e farà la stessa cosa con Ambra.
- Serena, interpretata da Ivana Lotito (stagione 3). È la broker che si occupa della vendita della barca a vela dei Privitera. Alessandro sviluppa un'attrazione (ricambiata) nei suoi confronti, ma ciò lo porterà a trascurare la moglie Cristina e rischierà di porre fine al suo matrimonio.
- Francesco Diamanti, interpretato da Giuseppe Zeno (stagione 3). Fotografo e nuovo interesse amoroso di Sara. Ha una figlia di nome Alice.
- Alice Diamanti, interpretata da Giulia Salerno (stagione 3). È la figlia di Francesco, con il quale ha un pessimo rapporto per via della quasi totale assenza di questi dalla vita della figlia.
- Andrea Missani, interpretato da Filippo De Carli (stagione 3). Nuotatore, incontra Ambra per la prima volta durante una serata di piano-bar tenuta da quest'ultima, difendendola da alcuni ragazzi che le avevano rivolto apprezzamenti poco graditi. In seguito lui e Ambra iniziano una relazione altalenante, durante la quale è lei stessa a scoprire che Andrea fa uso di doping. I due si lasciano definitivamente quando Andrea viene a scoprire che Ambra aspetta un figlio da lui.

## Produzione
La serie vede come registi Lucio Pellegrini, Alessandro Angelini, Alessandro Casale e Fabio Mollo.
Nel febbraio 2016 è stata confermata dalla Rai la produzione di una seconda stagione, in onda su Rai 1 dal 20 aprile al 29 giugno 2017.
L'11 settembre 2017 sono cominciate le riprese per la terza stagione, in onda su Rai 1 dal 18 giugno 2018; dal precedente 5 giugno, la stagione viene resa disponibile in anteprima su RaiPlay.

## Colonna sonora
La sigla iniziale è il brano musicale Tutto può succedere scritto da Giuliano Sangiorgi e dal compositore Paolo Buonvino ed è eseguita dai Negramaro. Nella colonna sonora è presente un altro brano originale, intitolato Pinzipo, eseguito da Raphael Gualazzi.